# Donceni, Arad
Donceni este un sat ce aparține orașului Sebiș din județul Arad, Crișana, România.

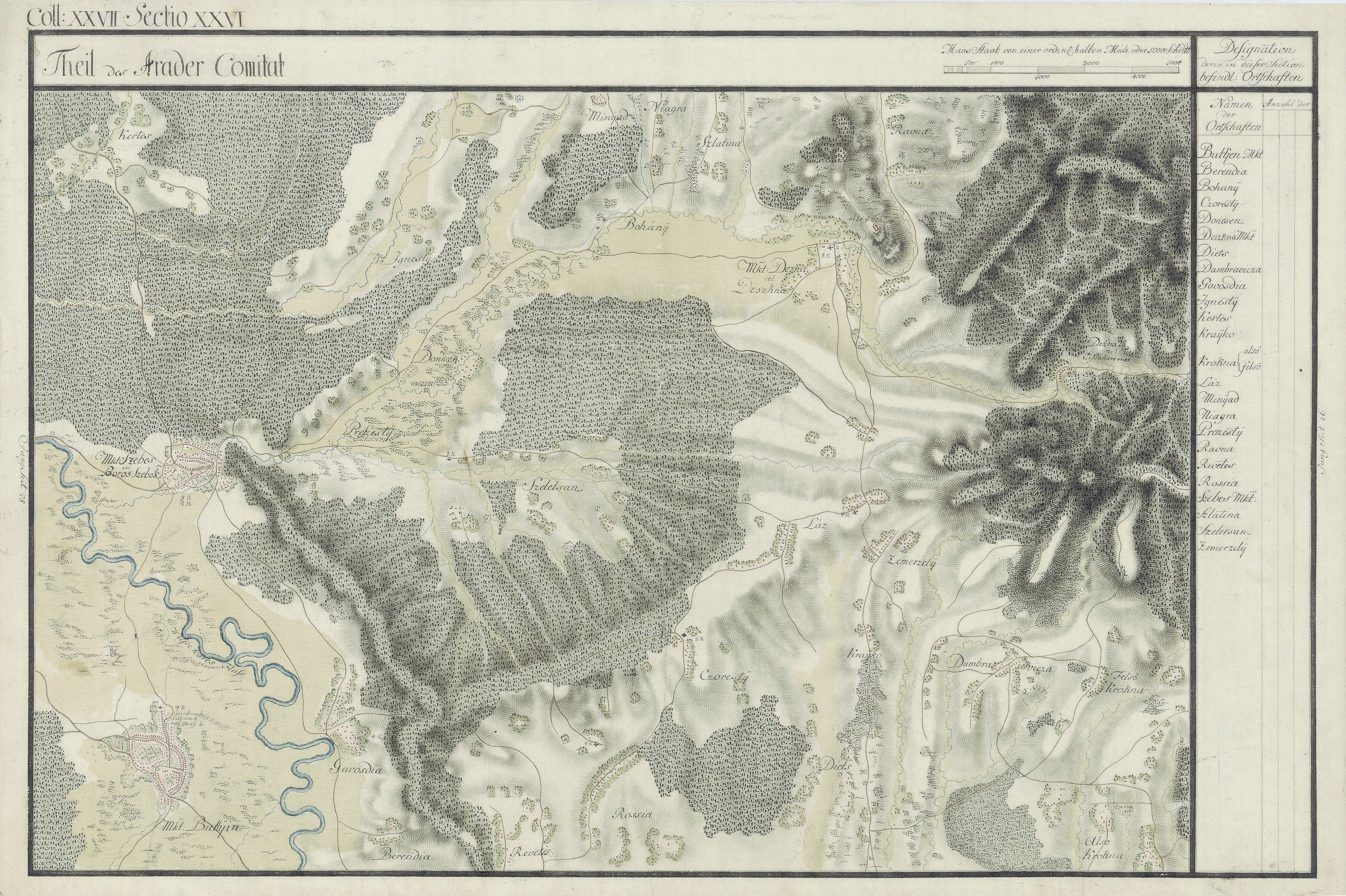
Donceni în Harta Iosefină a Comitatului Arad, 1782-85

## Imagini

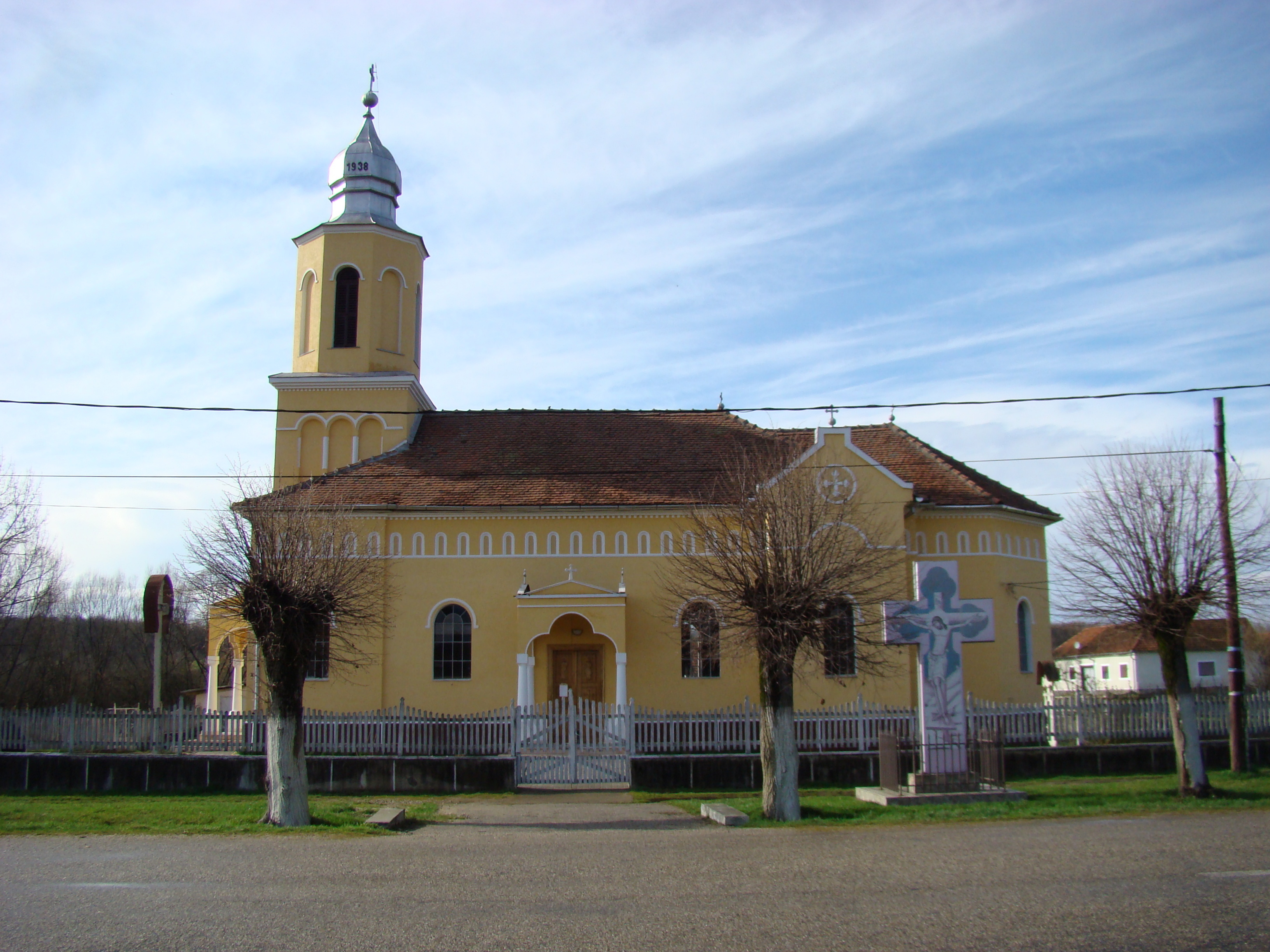
Biserica „Sfinții Apostoli Petru și Pavel” (1938)
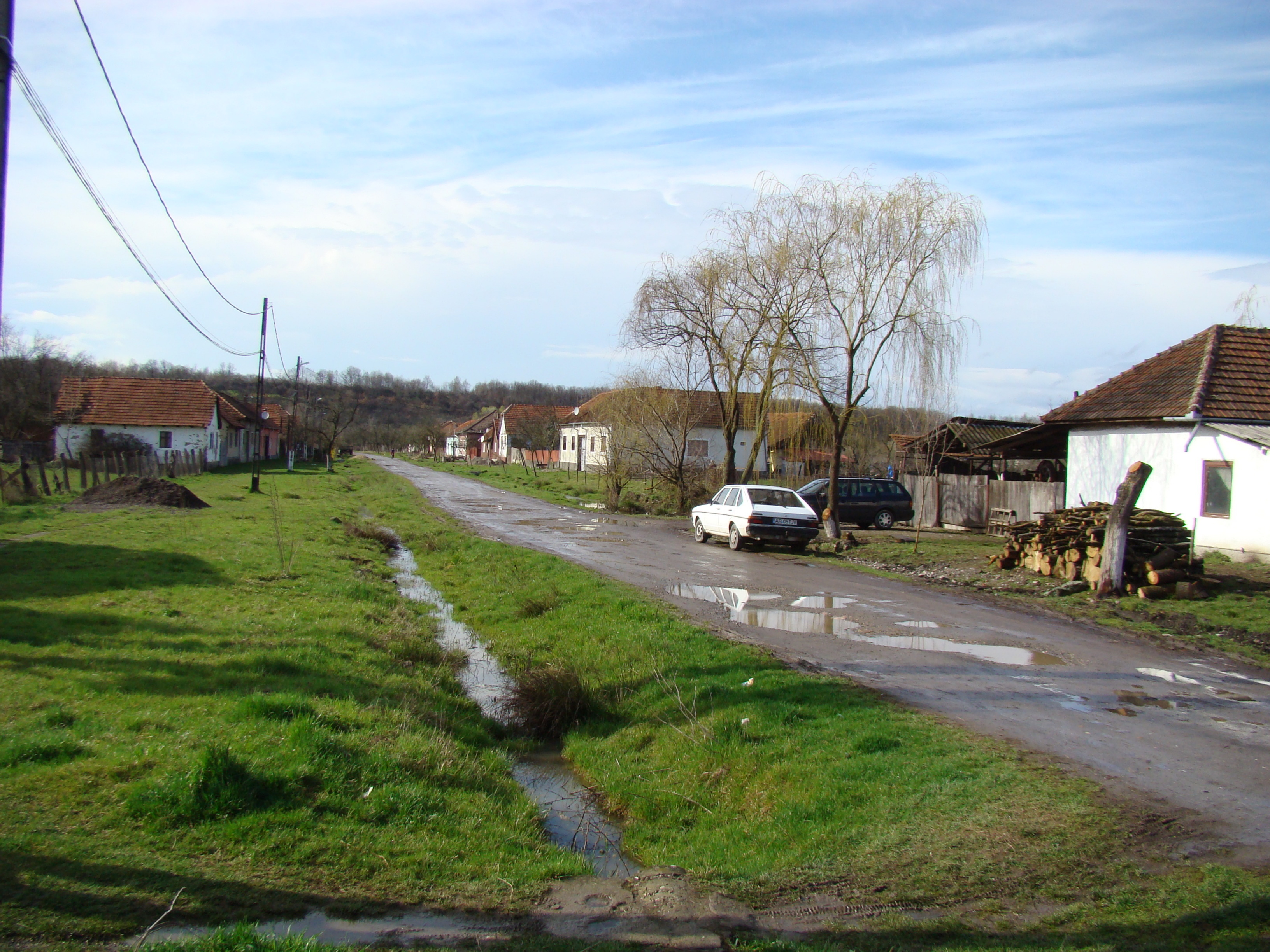